# Thérèse Schwartze
Thérèse Schwartze, también conocida como Thérèse van  Duyl-Schwartze (Ámsterdam, 20 de diciembre de 1851-23 de diciembre de 1918) fue una pintora neerlandesa especialista en retratos.

## Biografía
Fue hija del pintor Johan Georg Schwartze, creció en Filadelfia y se formó en Düsseldorf. También su hermana, la escultora  Georgine Schwartze, y las hijas de su hermana Clara Theresia, Lizzy Ansingh y Thérèse Ansingh fueron artistas. 
Thérèse recibió su primera formación por parte de su padre, antes de estudiar durante un año en la Rijksacademie van Beeldende Kunsten. Luego viajó a Múnich para ampliar estudios con los pintores Gabriel Max y Franz von Lenbach. En 1879 se fue a París y siguió recibiendo lecciones de Jean-Jacques Henner. Cuándo regresó a Ámsterdam se convirtió en miembro de Arti et Amicitiae.

## Muerte
El 22 de julio de 1918 su marido, Anton van Duyl, falleció. Como Schwartze se encontraba en ese momento en un estado de salud delicada, la muerte de su marido fue un golpe que no pudo vencer. Falleció en Ámsterdam el 23 de diciembre de 1918.
Fue enterrada en el Cementerio de Zorgvlied de Ámsterdam. Más tarde fue trasladada al cementerio Nieuwe Ooster de la misma ciudad, donde su hermana Georgine Schwartze esculpió su monumento funerario, basado en su máscara mortuoria, que está considerado como «Monumento Nacional de los Países Bajos» (Rijksmonument). 

## Obras

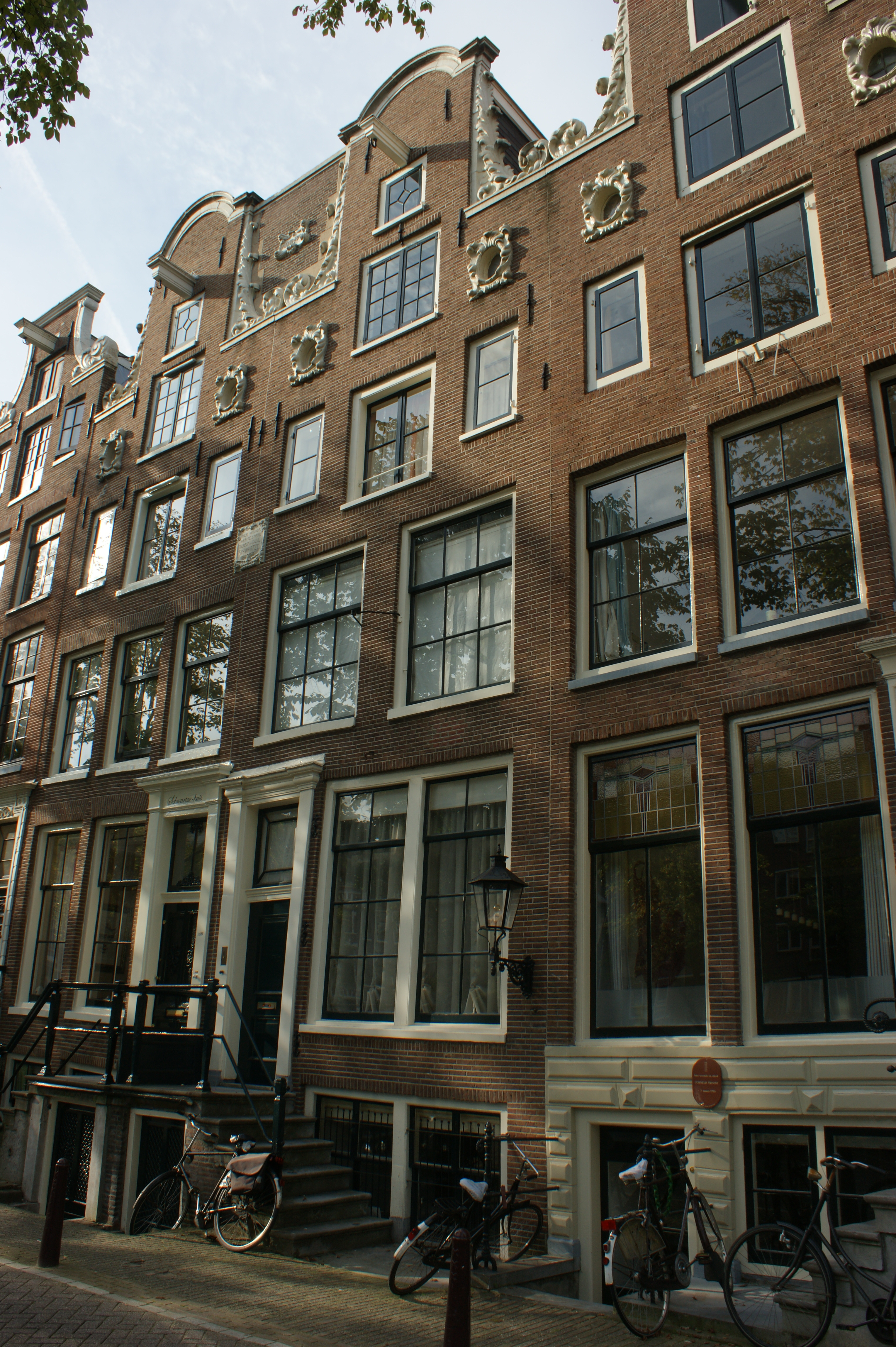
Su casa.

Sus retratos, la mayoría de la élite de Ámsterdam, son notables por su excelente dibujo de caracteres y el vigor de la manipulación y rica calidad del pigmento.  Firmaba sus trabajos con: «Th. Schwartze»  y más tarde, cuando estuvo casada comenzó a firmar como: «Th. v Duyl.Schwartze».
Fue una de las pocas mujeres que fue honrada con la invitación de contribuir con sus retratos en la sala de pintores de la Galería Uffizi en Florencia. Algunas de sus mejores imágenes, como un retrato de Petrus Jacobus Joubert, y Three Inmates of the Orphanage at Amsterdam, se encuentran en el Rijksmuseum, y uno titulado Five Amsterdam Orphans en el Museo Museo Boymans Van Beuningen de Róterdam.

## Reconocimientos.
La ciudad de Ámsterdam le dedicó en 1921 una plaza y una calle, la Thérèse Schwartzeplein y la Thérèse Schwartzestraat.
A los seis meses de su muerte se creó una Fundación que desde 1920 otorga el premio «Thérèse van  Duyl-Schwartze» a artistas menores de 35 años. 

## Obras en museos.
Museo Histórico Judío
- Jewish antique dealer,  Museo Histórico Judío
- Portrait of Mozes de Vries van Buren, Museo Histórico Judío
- Portrait of Abraham Carel Wertheim, Museo Histórico Judío
- Portrait of P. M. Wertheim-Wertheim, Museo Histórico Judío

Rijksmuseum
- Portrait of Dr. J.L. Dusseau (1870), Rijksmuseum
- Young Italian woman with the dog Puck (1879), Rijksmuseum
- Portrait of Peter Marius Tutein Nolthenius (1879/1880), Rijksmuseum
- Portrait of Frederik Daniël Otto Obreen (1883), Rijksmuseum
- Three Inmates of the Orphanage at Amsterdam (1885), Rijksmuseum
- Portrait of Pierre Cuypers (1885), Rijksmuseum
- Portrait of Alida Elisabeth Grevers (1889), Rijksmuseum
- Portrait of Petrus Jacobus Joubert (1890), Rijksmuseum
- Portrait of Paul Joseph Constantin Gabriël (1899), Rijksmuseum
- Portrait of Amelia Eliza van Leeuwen (1900), Rijksmuseum
- Portrait of Lizzy Ansingh (1902), Rijksmuseum
- Portrait of Maria Catharina Josephine Jordan (1902), Rijksmuseum

Museo de Teyler
- Portrait of C.M van der Goot-Mabé Grevingh (1883), Museo de Teyler

Universidad de Leiden
- Several drawings, Universidad de Leiden
- Portrait of Prof Adriaan Heynsius (1883), Universidad de Leiden
- Portrait of Prof Gustaaf Schlegel (c.1900), Universidad de Leiden
- Portrait of Prof A.P.N. Franchimont (1899), Universidad de Leiden
- Portrait of Michael Jan de Goeje (c.1905), Universidad de Leiden
- Portrait of Prof Blok (1914), Universidad de Leiden

## Galería

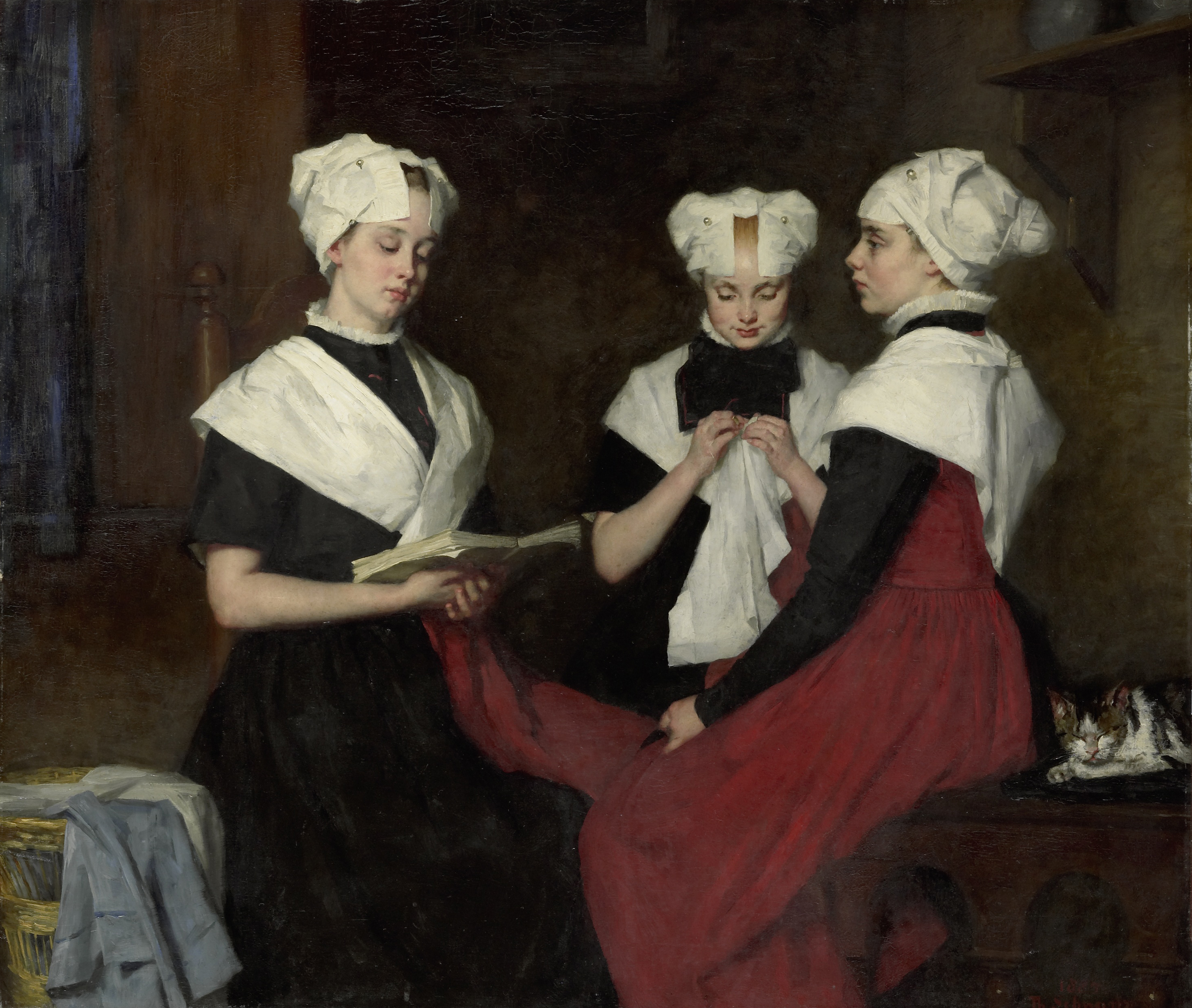
Three Inmates of the Orphanage at Amsterdam (1885)
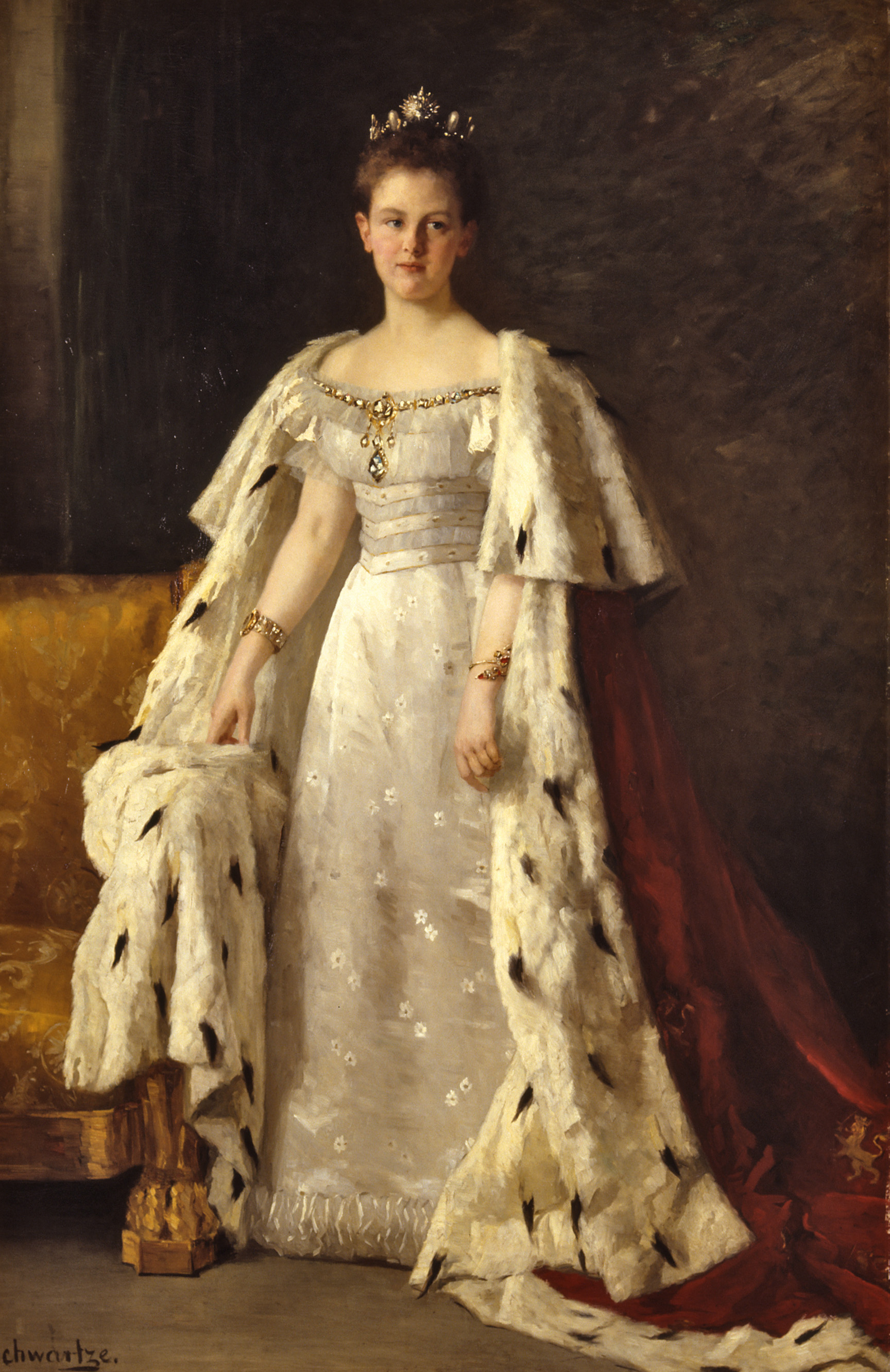
Reina Wilhelmina (1898)
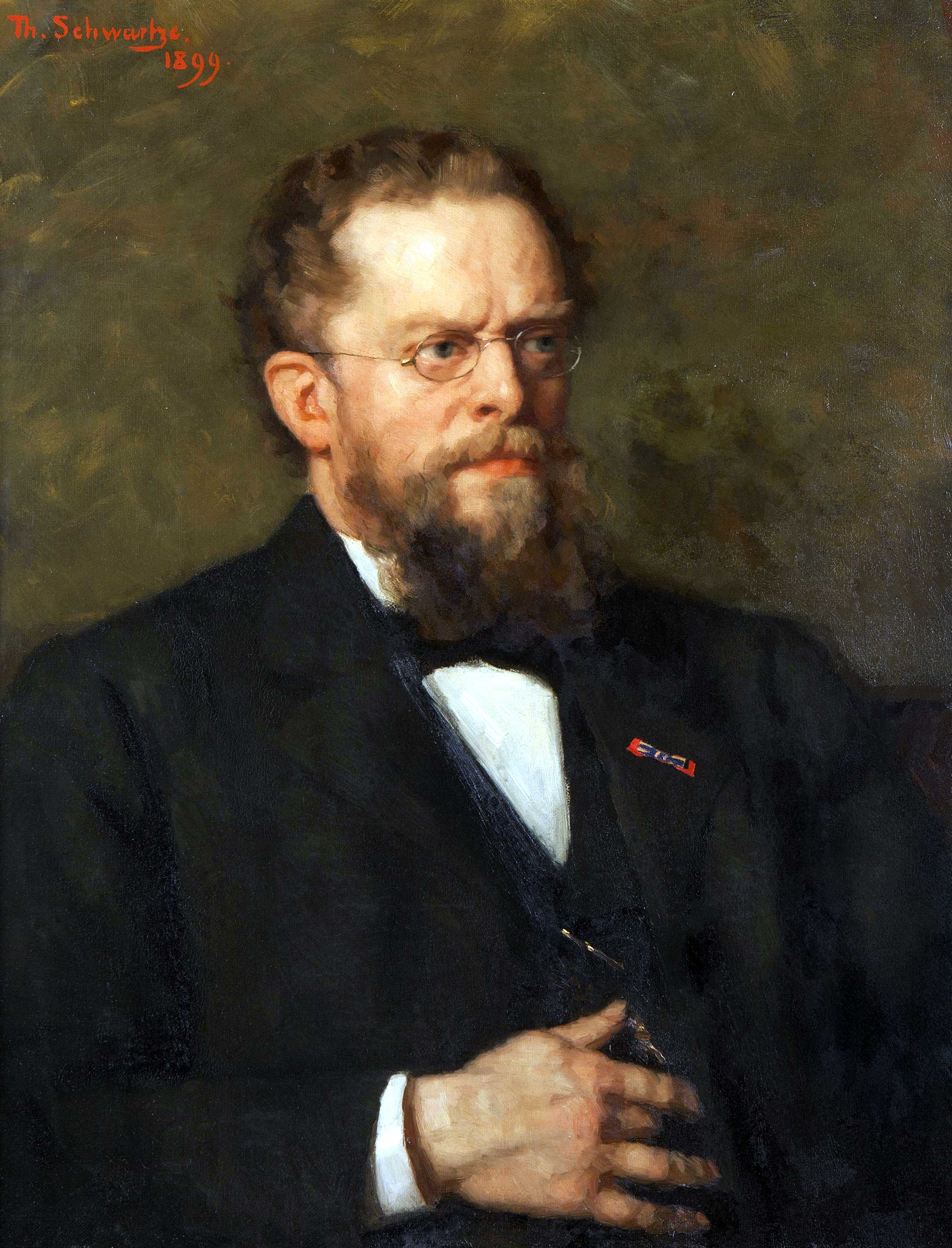
Portrait of Prof A.P.N. Franchimont (1899)
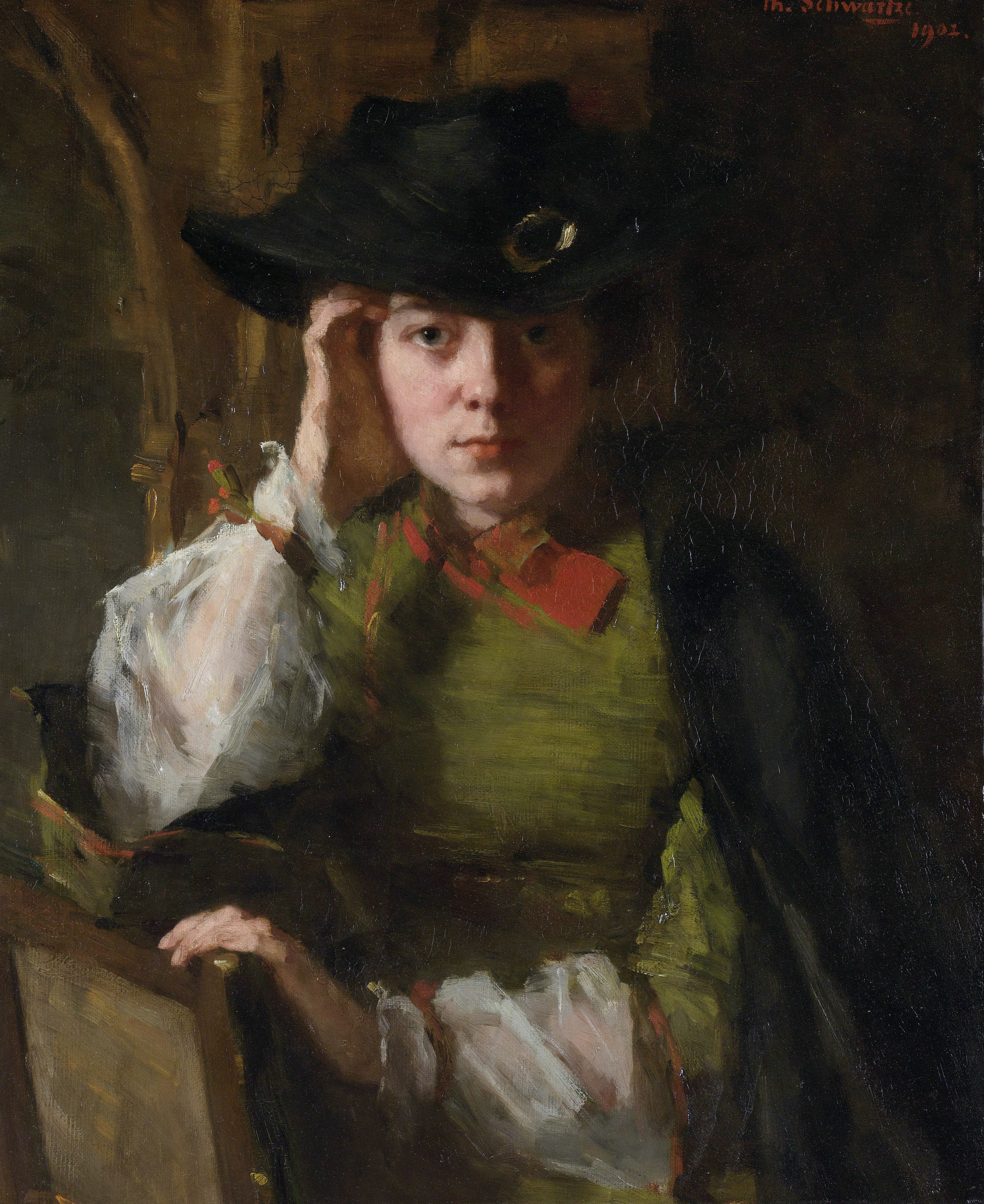
Portrait of Lizzy Ansingh (1902)
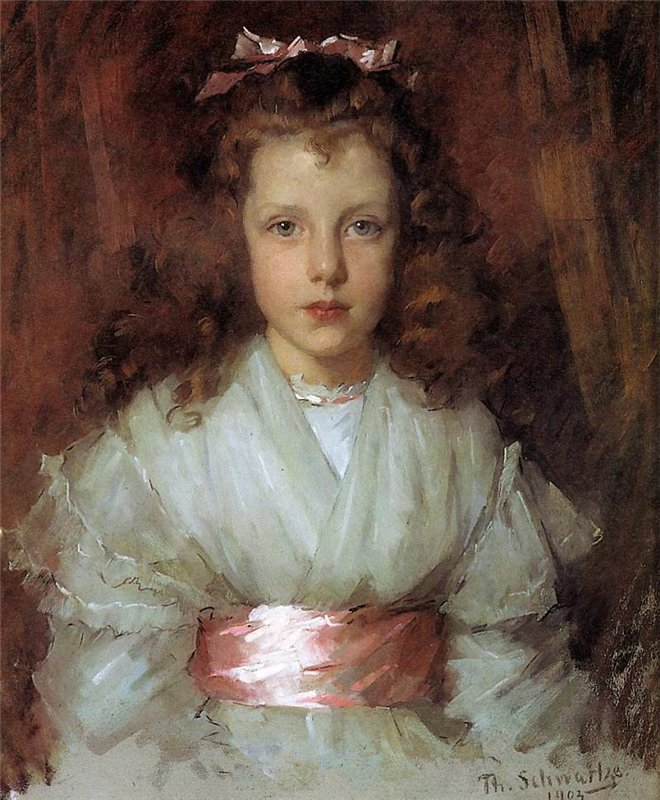
Portrait of Geradine Marguerite van Hardenbroek (1903)
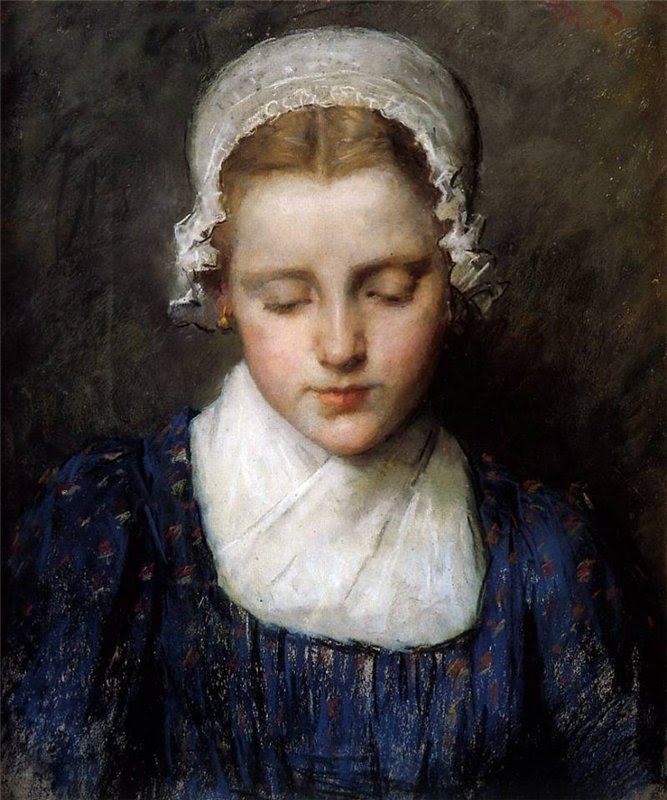
Portrait of a Girl (1918)
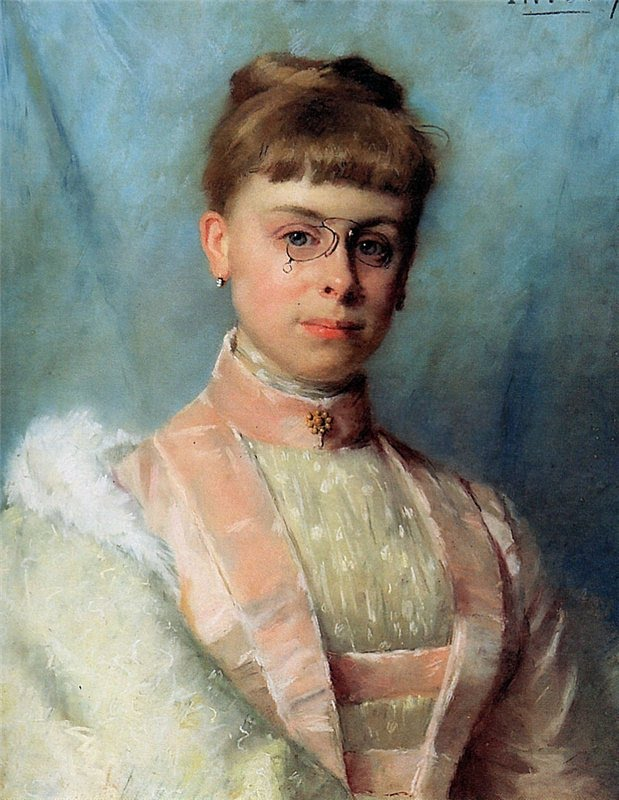
Portrait of Johanna Eugenia Theadora Van Hoorn Schouwe (1918)
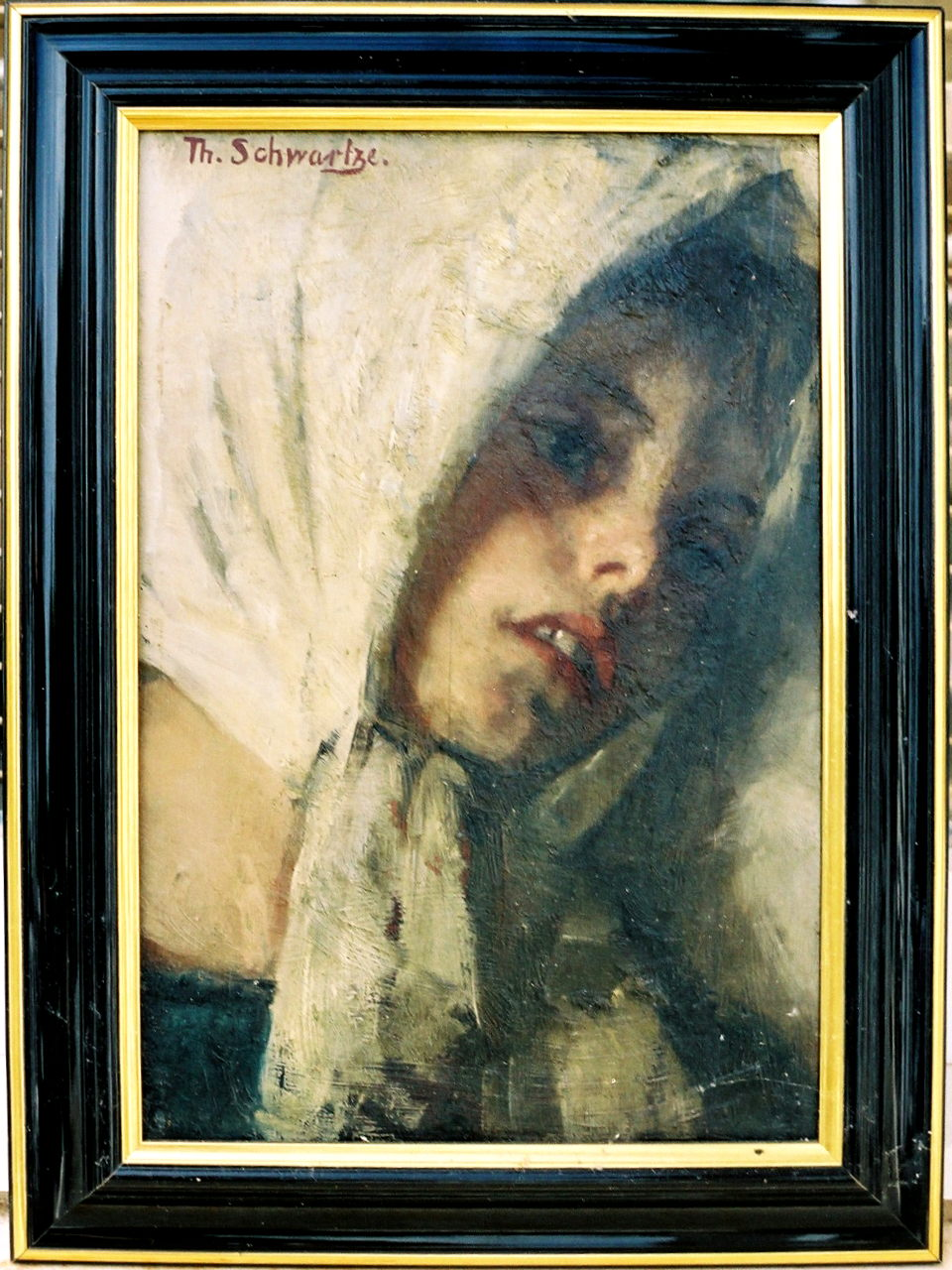
Retrato de una chica.